# LTV A-7 Corsair II
El LTV A-7 Corsair II fue un avión de ataque creado para portaaviones, diseñado por Ling-Temco-Vought (LTV) y que fue introducido para reemplazar al Douglas A-4 Skyhawk en el servicio naval norteamericano. Está basado en el exitoso caza naval F-8 Crusader producido por Chance Vought, bajo un concepto de David Harold Byrd.
El A-7 fue el primer avión de combate en usar las características head-up display (HUD), sistema de navegación inercial basado en Doppler (INS), y un motor turborreactor. Inicialmente entró en servicio con la Armada de los Estados Unidos durante la Guerra de Vietnam, siendo adoptado además por la Fuerza Aérea de Estados Unidos para reemplazar sus aviones de ataque A-1 Skyraider que le fueron transferidos por la Armada y la Guardia Aérea Nacional. 
Fue exportado a Grecia (en los años 70), Portugal y Tailandia (a finales de los años 80).

## Desarrollo

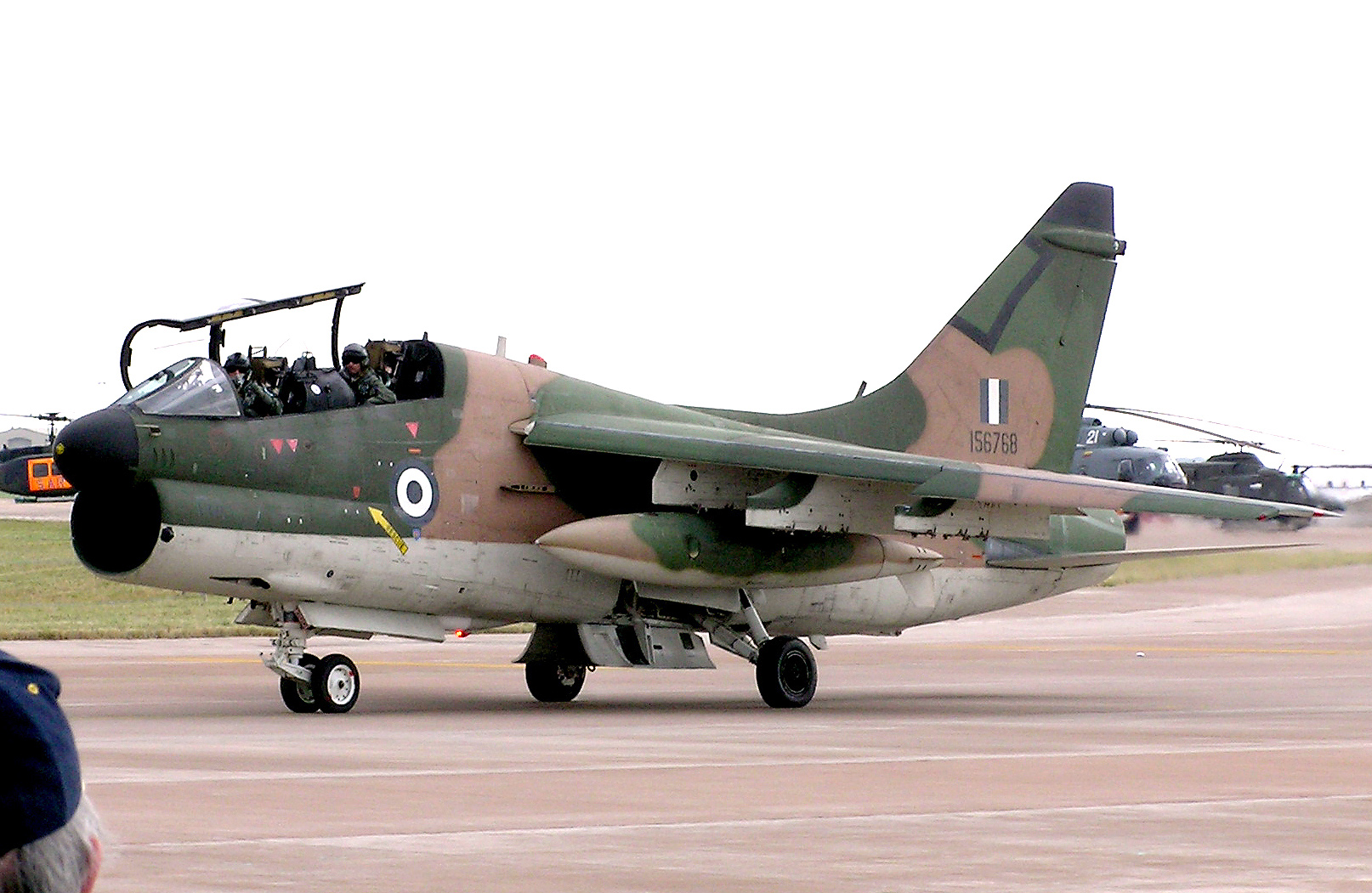
LTV TA-7C Corsair II de la Fuerza Aérea Griega en el Royal International Air Tattoo, Fairford, Inglaterra, 2005.

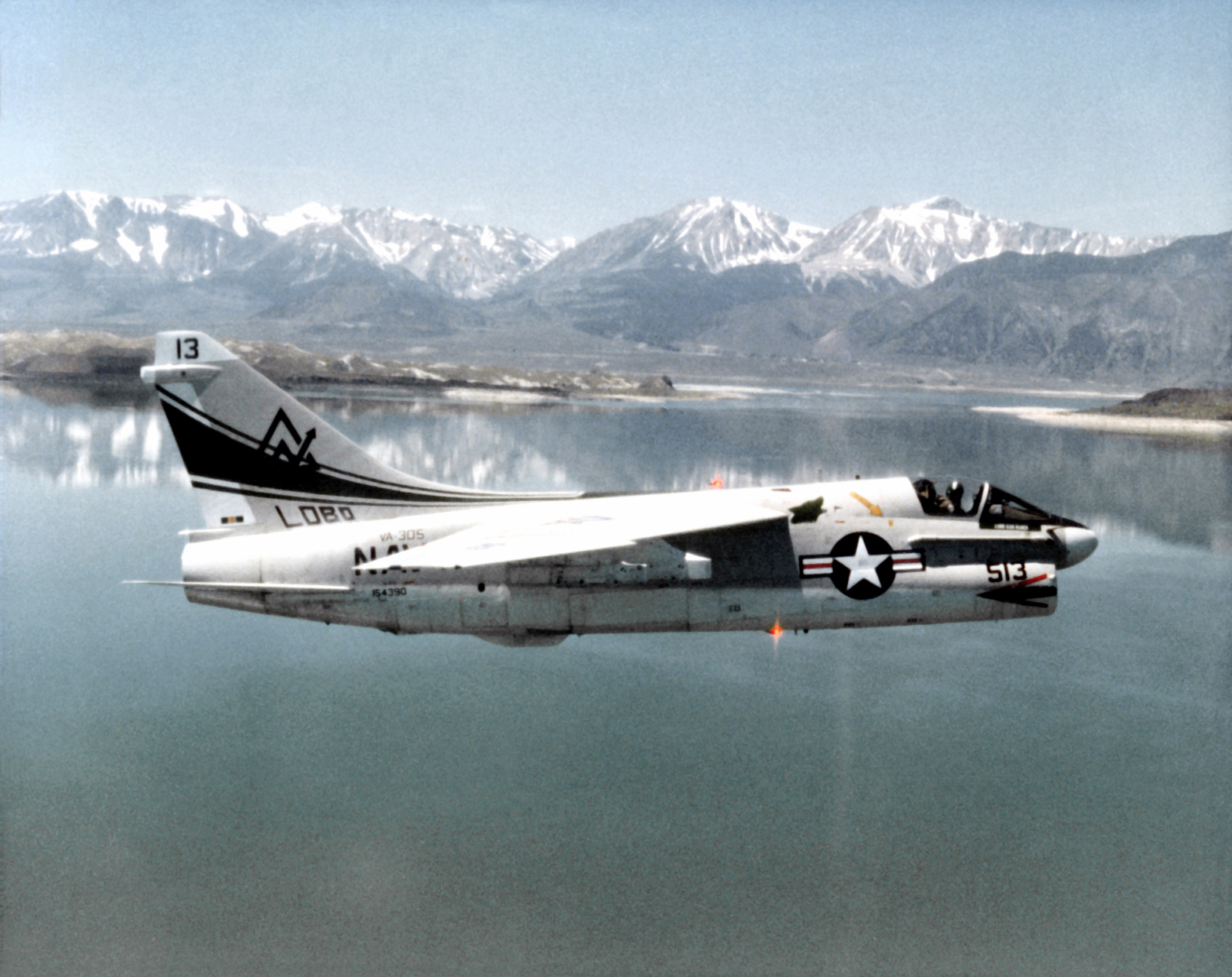
A-7B Corsair II desde el Naval Air Reserve Attack Squadron 305 (VA-305).

En 1962, la Armada de los Estados Unidos empezó los trabajos preliminares en un modelo VAX (Más pesado que el aire, Ataque, Experimental), para reemplazar al A-4 Skyhawk como avión de ataque, con mayor rango de acción y carga útil. Se puso especial énfasis en lo concerniente a la precisión de las armas para reducir los costes por blanco. 
Los requerimientos fueron finalizados en 1963 y, en 1964, la Armada anunció que el VAL (Más pesado que el aire, Ataque, Ligero) había sido cubierto por el A-7. Contrario a la filosofía de aquellos tiempos de la USAF de emplear solo cazabombarderos supersónicos como el F-105 Thunderchief y el F-100 Super Sabre, la Armada optó por un avión subsónico, ya que necesitaba llevar más carga a mayor distancia. Este "lento pato gordo" (como era llamado por las tripulaciones) podía volar hasta casi el límite supersónico, portar docenas de bombas y restringir su velocidad de apontaje, lo que no podría hacer un avión más rápido, con alas más pequeñas y con posquemador.
Para minimizar costes, todas las propuestas se basaron en modelos ya desarrollados. Vought, Douglas Aircraft, Grumman y North American Aviation respondieron. La proposición de Vought estuvo basada el exitoso caza F-8 Crusader, teniendo la misma configuración pero de menor longitud, y con una proa más redondeada. Fue seleccionado como el ganador el 11 de febrero de 1964, y ya el 19 de marzo de ese mismo año, la compañía recibió la orden para fabricar el grupo inicial de aviones, designados A-7 (Ataque-7). En 1965, el avión recibió el nombre popular de Corsair II, en recuerdo del exitosísimo caza de Vought, el F4U Corsair de la Segunda Guerra Mundial.
Comparado con el caza F-8 Crusader, el A-7 tenía un fuselaje más corto y más ancho, el ala era más larga, y el ala de incidencia variable del F-8 fue descartada. Para lograr la autonomía necesaria, el A-7 fue motorizado con un motor turbofán Pratt & Whitney TF30-P-6 que producía 50,5 kN (11 345 lbf) de empuje, el mismo que fue usado en el cazabombardero F-111, pero sin el posquemador, que es necesario para vuelo supersónico. Los turborreactores mejoran la eficiencia moviendo el aire no quemado a baja velocidad.
El avión estaba equipado con un radar AN/APQ-116, integrado dentro del sistema digital de navegación ILAAS. El radar también alimentaba un ordenador digital de armamento, el cual hacía posible el lanzamiento de armas desde gran distancia de forma precisa, mejorando mucho la supervivencia respecto a plataformas de armas bastante más rápidas como el F-4 Phantom II. Fue el primer avión estadounidense en tener HUD, que daba informaciones tales como el ángulo de picado, velocidad del aire, régimen de ascenso y retículo de puntería. El sistema de navegación integrado permitía otra innovación: el Sistema de Proyección de Mapas Proyectado (PMDS), que mostraba el avión exactamente situado en mapas de distintas escalas.
El A-7 tuvo el periodo de desarrollo más rápido y excitante de cualquier avión norteamericano de la Guerra Fría. El YA-7A realizó su primer vuelo el 27 de diciembre de 1965, y entró en servicio en un escuadrón naval a finales de 1966. El primer escuadrón de la Armada de A-7 empezó sus operaciones el 1 de febrero de 1967, y comenzó a combatir en Vietnam en diciembre.
Durante el periodo de pruebas de los prototipos YA-7A, la USAF se mostró interesada, ya que el ejército insistía en que faltaba un avión de apoyo cercano más eficaz. Años después, el Secretario de Defensa Robert McNamara ordenó a la Fuerza Aérea no solo que comprara el exitoso F-4 Phantom II, sino que además también probara el A-7 Corsair II como una solución de bajo coste para reemplazar al F-105, hasta que el problemático F-111 entrara en servicio. La Fuerza Aérea ordenó el A-7D, con un receptáculo de reaprovisionamiento de combustible en vuelo especial para el KC-135 en lugar del de la Armada. Optaron además por el cañón tipo Gatling M61 Vulcan en lugar de la pareja de cañones simples de 20 mm, y cambiaron el motor Allison TF41-A-1 por un motor más potente Rolls-Royce Spey construido bajo licencia. El motor TF41-A-1 producía 64 kN (14 500 lbf) de empuje. Más tarde, la Armada adoptaría esta conformación de motor y cañón.
En 1979, la USAF ordenó la producción de su entrenador avanzado del A-7, que se designó A-7K. Las dos cabinas disponían de su propia cúpula independiente, igual a la de los A-7 monoplazas, y mantenían la totalidad de los sistemas de los A-7D, por lo que podían usar el mismo armamento.
En 1985, la USAF convocó el programa "Close Air Support/Battlefield Area Interdiction" (CAS/BAI), buscando un avión supersónico de ataque al suelo que reemplazara a los Fairchild A-10 Warthog. Una versión supersónica del A-7 fue presentada, ganado el concurso frente al F-16. En 1987, dos A-7D fueron convertidos a esta nueva versión, la YA-7F. Incluso se consideró actualizar los A-7 de la USAF y la Armada a esta versión, pero finalmente todo el programa fue abandonado con el fin de la Guerra Fría.
La producción del Corsair II continuó hasta 1984, totalizando 1569 aviones construidos. El A-7 Corsair II tuvo la distinción de ser el único avión monomotor monoplaza de la Armada de Estados Unidos de los años 60, diseñado, construido y destinado a la Guerra de Vietnam.

## Historia operacional

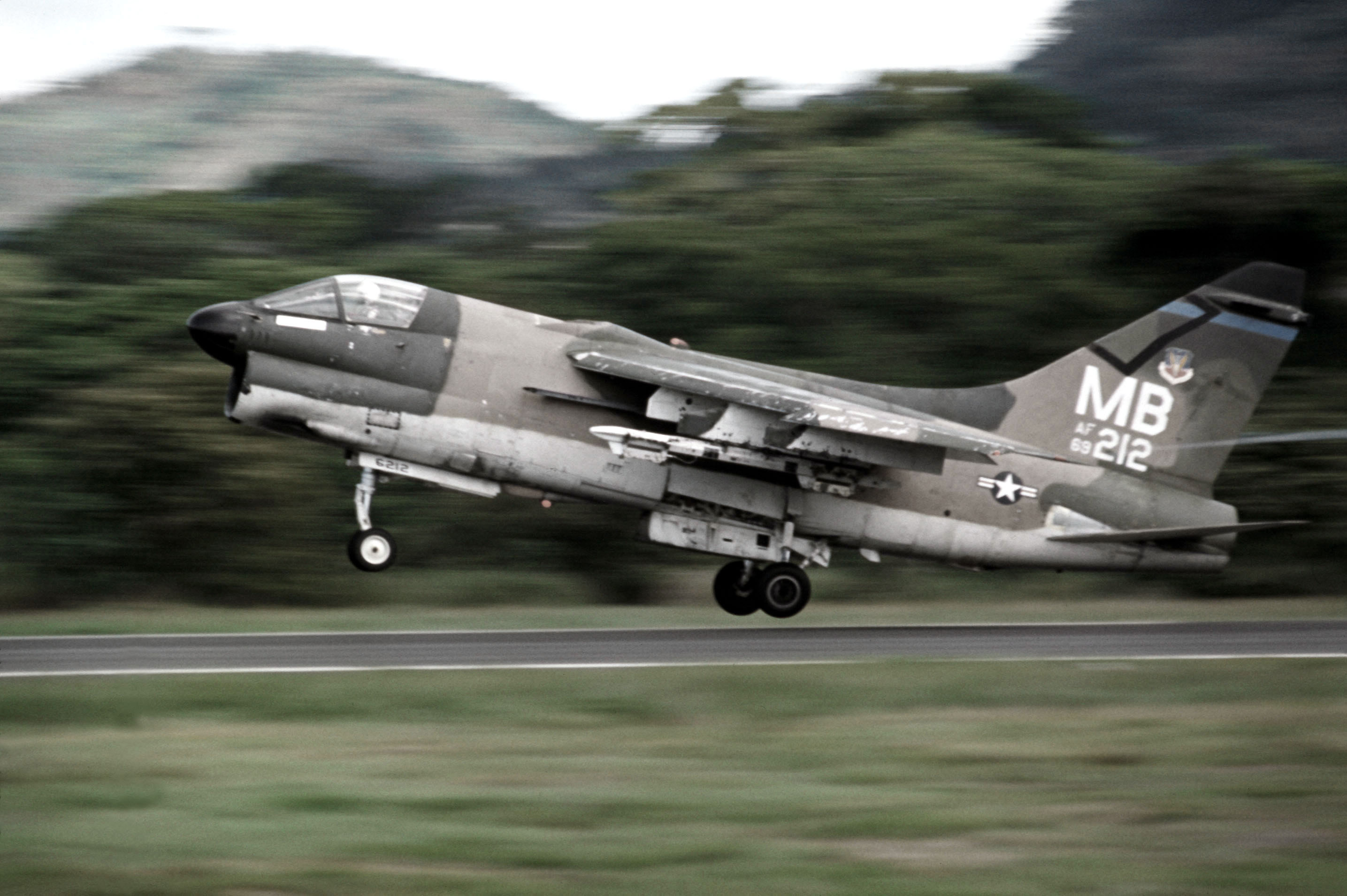
Ling-Temco-Vought A-7D-5-CV Corsair II Serial 69-6212 del 355th Fighter Squadron/354th Tactical Fighter Wing despegando desde la Howard Air Force Base, Zona del Canal durante un ejercicio de 1977 iniciado en la Myrtle Beach Air Force Base, Carolina del Sur.

El A-7 Corsair II fue apodado "SLUF" (Short Little Ugly Feller) por los pilotos. Los pilotos de los primeros A-7 elogiaban su fácil pilotaje (con la excepción de su pobre estabilidad en los aterrizajes con viento cruzado) y excelente visión posterior, pero hacían resaltar su falta de potencia. Esto era patente en el A-7B y más aún con el A-7D/E. El motor turbofán producía una importante mejora de la eficiencia en el consumo de combustible respecto a los primeros turborreactores; el A-7D tenía un consumo específico de combustible de un sexto de un F-100 Super Sabre a un empuje equivalente.
Un A-7D trasportando 12 bombas de 227 kg (500 lb) a 775 km/h (480 mph) a una altitud de 10 000 m  (33 000 pies), usaba solo 1500 kg (3350 lb) de combustible por hora.
El computador integrado de armas permitía un CEP de 20 m, independiente de la experiencia del piloto. El sistema de navegación Doppler requería solo 2,5 minutos en la superficie para su alineamiento parcial, una mejora ostensible sobre los 13 minutos requeridos por un F-4 Phantom II. Además, el A-7 requería sólo 11,5 horas/hombre de mantenimiento, lo que permitía tener gran cantidad de aviones listos para las misiones.

### Sudeste Asiático

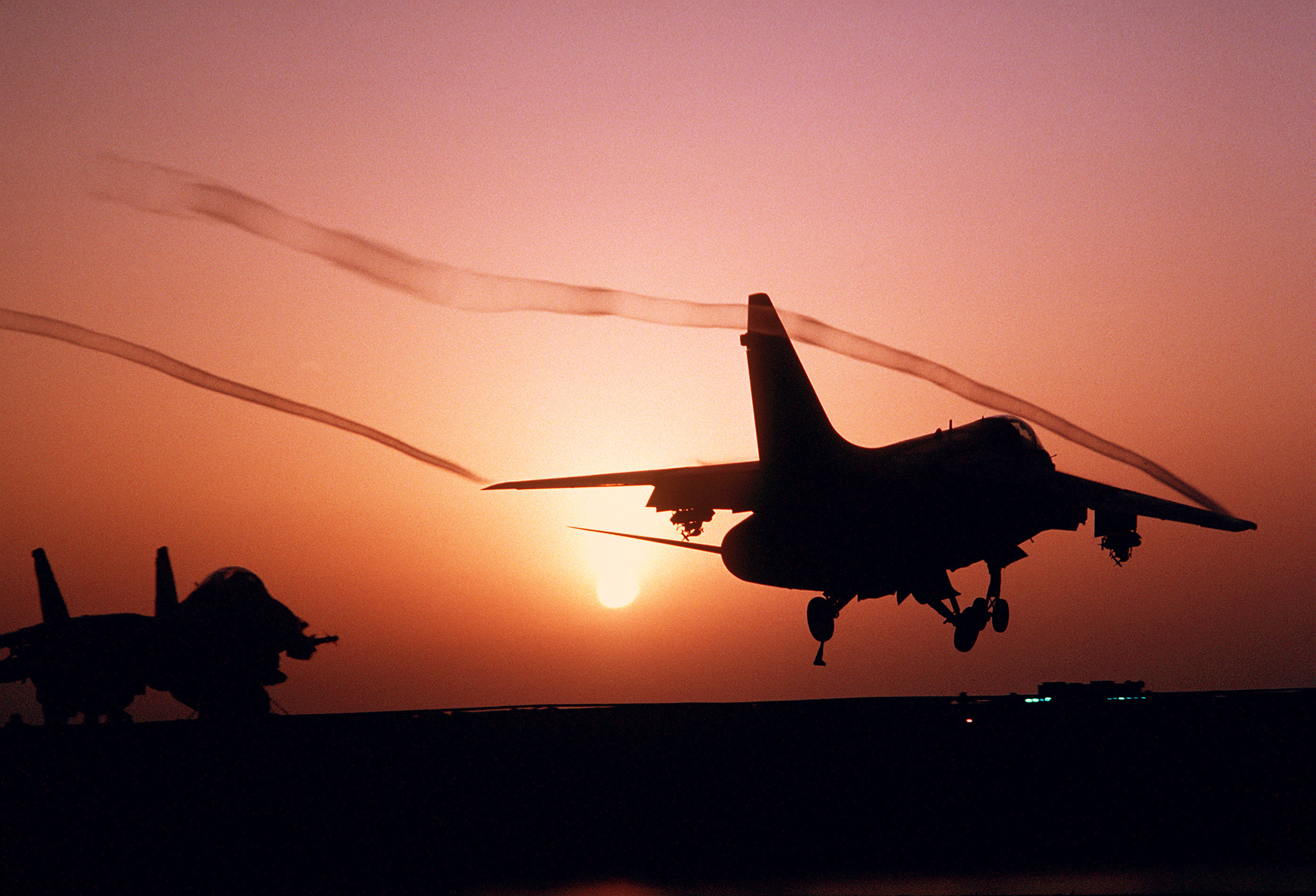
Un A-7E Corsair II aterriza en la cubierta de vuelo del portaaviones USS Carl Vinson (CVN-70) al atardecer.

En Vietnam, el aire caliente y húmedo le restaba potencia a los A-7D y A-7E. Los despegues eran más largos y los aviones completamente armados debían acelerar a 800 km/h (500 mph). Los pilotos bromeaban que el Corsair "no era muy rápido, pero de todas maneras era lento" (Higham 1978). Para entrenamiento de combate aéreo asimétrico, y para su Equipo de Acrobacia Aérea Blue Angels, la Armada escogió al más maniobrable A-4 Skyhawk como plataforma subsónica, además muchos en la Armada consideraban que el A-7 era inadecuado. El Cuerpo de Marines de Estados Unidos también se desinteresó del Corsair II, prefiriendo el avión V/STOL AV-8 Harrier como su avión de ataque ligero para reemplazar a sus A-4F/M Skyhawk, que compró para reemplazar las versiones de A-4 que en la Armada reemplazó el A-7.
El primer A-7A de la Armada fue destacado en Vietnam en 1967 en el escuadrón VA-147 Argonauts, a bordo del portaaviones USS Ranger (CVA-61). El avión hizo su primera salida de combate el 4 de diciembre de 1967. En los siguientes meses, el VA-147 hizo aproximadamente 1400 salidas de combate, perdiendo solo un avión. En junio de 1968, el USS Ranger participó en el incidente generado por la captura del USS Pueblo (AGER-2) en el Mar de Japón por Corea del Norte.
Los modelos mejorados de A-7B de la Armada llegaron a Vietnam a principios de 1969, con el A-7E definitivo siguiéndolo en 1971. El primer A-7 perdido por la Armada fue el 22 de diciembre de 1967, a menos de tres semanas de haber entrado en combate. El Corsair II del VA-147, USS Ranger, era pilotado por el LCDR James M. Hickerson y estaba atacando un emplazamiento antiaéreo, cuando un SAM explotó debajo de su avión, fallando su motor y su hidráulica, por lo que debió eyectarse. El LCDR Hickerson fue liberado como POW el 13 de marzo de 1973. El último A-7 Corsair II perdido durante esta guerra fue el 29 de enero de 1973, cuando el CDR T.R. Wilkinson, del VA-147, portaaviones USS Constellation, desapareció mientras hacia un vuelo de entrenamiento; fue listado como KWF (killed while flying). Desde 1967 hasta 1973, 10 de los 20 portaaviones de la Armada estadounidense que navegaban en las afueras de Vietnam perdieron aviones A-7, 15 de los cuales fueron derribados por misiles antiaéreos (SAM):
- USS Ticonderoga: perdió 3 aviones.
- USS Constellation: 1 avión.
- USS Ranger: 11 aviones.
- USS Coral Sea: 13 aviones.
- USS Midway: 2 aviones.
- USS Oriskany: 8 aviones.
- USS Saratoga: 8 aviones.
- USS Kitty Hawk: 13 aviones.
- USS Enterprise: 3 aviones.
- USS America: 6 aviones.

Los A-7D de la USAF también fueron ampliamente usados en Vietnam y Camboya desde la Base Aérea Myrtle Beach, y con la 388th Tactical Fighter Wing, volando desde Korat RTAFB, Tailandia. Los A-7 de la 354th TFW entraron en acción en octubre de 1972, atacando blancos tan lejanos como a 800 km desde sus bases aéreas, utilizando reaprovisionamiento en vuelo. Los A-7D fueron rápidamente enviados a las misiones "Sandy" para proveer cobertura aérea al rescate de pilotos derribados, tomado el nombre del A-1 Skyraider (de ahí el nombre "Sandy"); la mayor velocidad de vuelo de los A-7 iba en detrimento de su capacidad de escoltar helicópteros, pero se compensaban con su gran autonomía y resistencia al fuego enemigo.

### Granada
Los escuadrones de la Armada VA-15 y VA-87, con A-7E, basados en el portaaviones USS Independence, dieron apoyo aéreo durante la Invasión de Granada; el nombre código de la operación es Furia Urgente, en octubre de 1983.

### Líbano
Los A-7 de la Armada también proporcionaron apoyo aéreo en el Líbano en 1983. Junto con un A-6 Intruder, un A-7 fue derribado por Siria con un misil (SAM), el 4 de diciembre de 1983.

### Libia
Aviones A-7 participaron en misiones SEAD y de ataque en los incidentes con Libia.

### Panamá
El 180th Grupo de Caza Táctico de la Guardia Aérea Nacional de Ohio se encontraba en Panamá cuando las hostilidades se iniciaron a finales de diciembre de 1989, y participó en la Operación Causa Justa atacando objetivos panameños. Los aviones se encontraban entre las unidades de la ANG que iban a la Base Howard de la Fuerza Aérea en Panamá como parte de los ejercicios Cornet Cove.

### Golfo Pérsico
En 1988, en aguas del Golfo Pérsico se dio la llamada Guerra de los Petroleros. Debido a los ataques por parte de Irán e Irak, Estados Unidos se comprometió a proporcionar seguridad a los petroleros que navegaban por la zona, destacando barcos de la Armada. En abril del mismo año se lanzó la Operación Praying Mantis contra Irán. Aviones A-7E lanzaron ataques contra instalaciones iraníes y la fragata iraní Sahand, que resultó hundida.

### Operación Escudo/Tormenta del Desierto
Mientras los A-7 de la USAF permanecieron en Estados Unidos, prefiriéndose el envío de los A-10 Thunderbolt II, la Armada desplegó dos de sus últimos escuadrones de A-7E en la Operación Desert Storm en agosto de 1990, a bordo del portaaviones USS John F Kennedy, el único portaaviones de seis que fue desplegado en la Operación Desert Storm que podía operar el A-7, excepto por el USS Saratoga, que tenía el Escuadrón VA-72 de A-7 cuando erróneamente aterrizaron a bordo de este mientras el Kennedy y el Saratoga compartían estaciones de combate durante una misión de los pilotos. El VA-46 y el VA-72 hicieron las últimas salidas de combate del A-7 en la Operation Desert Storm, volando desde el Mar Rojo a blancos en el interior de Irak. El A-7 fue usado día y noche para atacar blancos muy defendidos como también "kill boxes" (zonas de ataques geográficamente definidas) en Kuwait, empleando una serie de armas, entre las que se incluían Munición Guiadas de Precisión (PGM), como también bombas guiadas por TV Walleye, bombas de propósitos generales no guiadas, y misiles antirradar High Speed Anti-Radiation missiles (HARM). El A-7 fue usado como avión cisterna en misiones de reaprovisionamiento en vuelo.

### Retirada
Los A-7 Corsair II de la Armada empezaron a quedar fuera de línea a mediados de los años 80 con la llegada del McDonnell Douglas (ahora Boeing) F/A-18 Hornet. El último A-7 de la Armada fue retirado de los últimos escuadrones operacionales de A-7 (VA-46 y VA-72) en mayo de 1991, poco después de su regreso de la Operación Desert Storm.
El F-16 Fighting Falcon pudo reemplazar ampliamente al A-7 en la Fuerza Aérea como su cazabombardero de altas prestaciones. Aún con su avanzada tecnología del turbofán con postquemadores, todavía algunos opinan que el F-16 carece de la autonomía del A-7 y de sus capacidades de ataque al suelo. 
El hecho de que el Hornet carezca de la autonomía del A-7 fue trasladada a la mesa del diseño del F/A-18E/F Super Hornet, aumentando su tamaño para que llevara más combustible y se aumentara su autonomía.
Hacia 1981, el Fairchild A-10 Thunderbolt II se hizo cargo del papel de Apoyo Aéreo Cercano (close air support o CAS) de las unidades activas de A-7. Con la excepción de los A-7 usados en el Programa F-117, los últimos Corsair II en servicio activo fueron usados por la 23d Tactical Fighter Wing en la England Air Force Base en Luisiana, en 1981. Muchos pilotos activos echaron de menos las prestaciones y sofisticación del Corsair II.
Los A-7D en servicio activo de la Fuerza Aérea fueron trasferidos a la Guardia Aérea Nacional (ANG) a principios de 1974, y los nuevos A-7K de dos asientos que fueron construidos a partir de 1979 fueron enviados directamente a la ANG. Los últimos Corsair II de la USAF fueron retirados en 1993 por unidades de la ANG en la Rickenbacker ANGB (Ohio), Des Moines (Iowa), Tulsa (Oklahoma) y Springfield (Ohio).
Algunos de los aviones sobrantes se enviaron a Grecia, Tailandia y Portugal; sin embargo, a finales de 1998, solo con la excepción de algunos fuselajes en muestra estática, todos los A-7 fueron almacenados en el AMARC. Los A-7 de la Fuerza Aérea Portuguesa (designados A-7P, TA-7P) fueron convertidos a partir de 20 A-7A y 6 TA-7C de la Armada, equipados con motores TF30-P408 y con la aviónica del A-7E. Las entregas a Portugal empezaron en mayo de 1981 y fueron completadas en mayo de 1986. Estos aviones fueron retirados en el año 2001.
Una variante remotorizada (YA-7F) fue propuesta principalmente ante el estudio de la USAF para reemplazar a los A-10. El avión era supersónico, pero el concepto perdió frente al F-16 Fighting Falcon y al F/A-18 Hornet.
Los A-7 de la Fuerza Aérea Griega (Elliniki Polemiki Aeroporia) fueron retirados en 2014.
La Real Armada de Tailandia compró 14 A-7E y 4 TA-7C para defensa costera y actividades de patrulla costera, y fueron entregados en 1995. Estaban en servicio en el escuadrón 104th "White Shark", 1st Wing en el Aeropuerto Internacional de U-Tapao. Los A-7 tailandeses habían sido mejorados con muchos avances, como mayor empuje desde sus motores TF-41, aviónica avanzada, radar y capacidad de ataque todo tiempo.

## Variantes

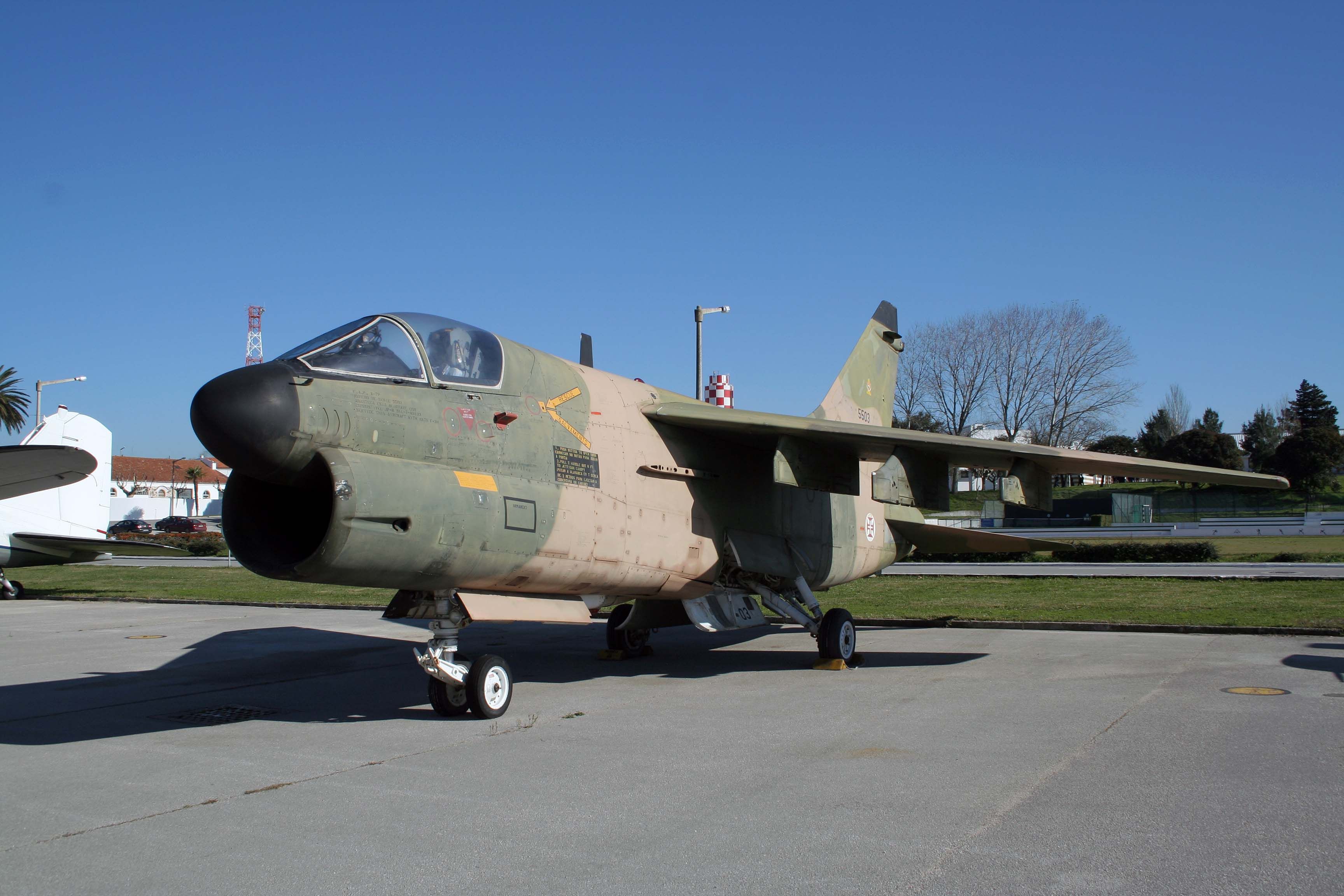
A-7P de la Fuerza Aérea de Portugal.

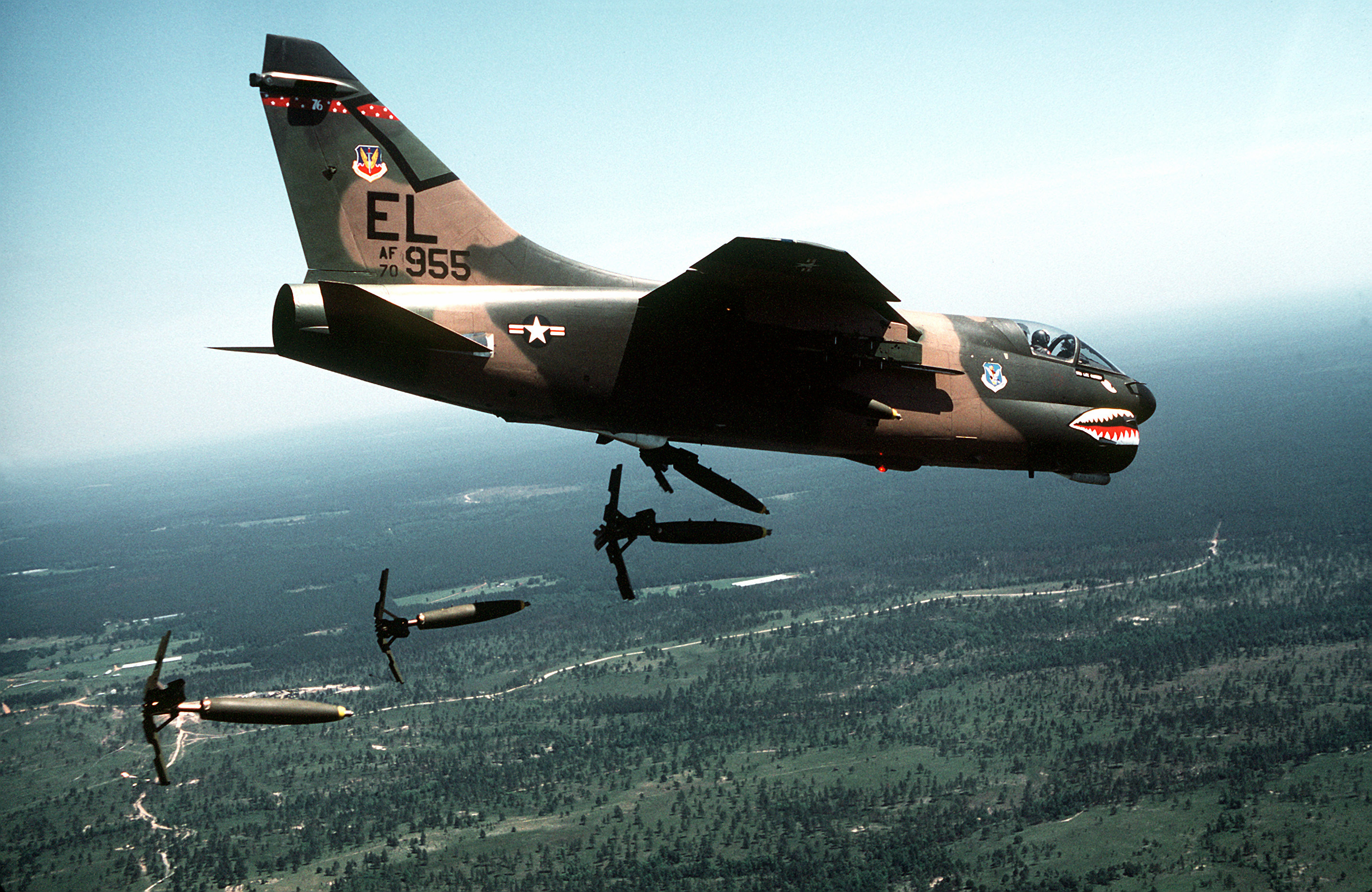
A-7D-7-CV número de serie 70-955 del 23d TFW / 73d TFS basado en la England Air Force Base lanzando bombas Mark 82 frenadas sobre el polígono de la Tyndall Air Force Base.

A-7A
Primera versión de producción. Los primeros Corsair II de la Armada tenían 2 cañones Colt Mk 12 de 20 mm, con 250 proyectiles por arma. La carga máxima llevada en soportes (pilones) subalares llegaba a 6804 kg (15 000 lb), pero estaba limitada por el peso máximo de despegue, así que el máximo de armamento se lograba solo disminuyendo el combustible interno. 199 construidos.
A-7B
Motor TF30-P-8 mejorado con 54,2 kN (12 190 lbf) de empuje. En 1971, los A-7B supervivientes fueron mejorados con el TF30-P-408 de 59,6 kN (13 390 lbf) de empuje. 196 construidos.
A-7C
Primeros 67 de la versión A-7E con motores TF30.
TA-7C
Entrenador biplaza para la Armada, 24 convertidos desde A-7B, 36 desde A-7C. Elevados al estándar A-7E en 1984.
A-7D
Siguiendo sus pasos al haber adoptado otro diseño de la Armada, el F-4 Phantom II, la USAF pidió una versión del A-7 para el Mando Táctico Aéreo para llenar la necesidad de un reemplazo barato para el A-1 Skyraider. El 5 de noviembre de 1965, la Fuerza Aérea anunció que compraría una versión del A-7, designada A-7D. La diferencia más importante respecto al de la Armada fue la adopción del turbofán Allison TF41-A-1, versión construida bajo licencia del Rolls-Royce Spey. Con 64,5 kN (14 500 lbf) de empuje, el motor ofrecía un aumento considerable en la autonomía. Además, la aviónica fue mejorada, el armamento interno fue cambiado a un solo cañón tipo Gatling M61 Vulcan, y la forma de reabastecimiento en vuelo se cambió al estándar de la USAF. El prototipo YA-7D, con motor TF30, voló el 6 de abril de 1968, con el primer avión con el TF41 despegando el 26 de septiembre de 1968. Los aviones fueron modificados a posteriori para llevar el marcador láser Pave Penny y con la capacidad de lanzar bombas guiadas. 459 construidos.
A-7E
La Armada quedó tan impresionada con la mejora del A-7D de la USAF, que ordenó uno para ellos con motor TF41. El primer prototipo voló el 25 de noviembre de 1968. En 1986, 231 A-7E fueron modificados para trasportar el pod LANA (Low-Altitude Night Attack), que proyectaba la luz amplificada en el HUD y, en conjunción con el radar, proveían seguimiento de terreno a 740 km/h (460 mph) a 60 m (200 ft) de altura. 529 construidos (no se cuentan 67 A-7C).
YA-7F (A-7D Plus, A-7 Strikefighter)
En 1985, la USAF requirió propuestas para un avión de ataque rápido porque el A-10 Thunderbolt II era demasiado lento para interdicción. El diseño necesitaba un nuevo motor, el Pratt & Whitney F100 o el General Electric F110. LTV respondió con una versión supersónica del A-7, motorizada con el F100-PW-220 con 116 kN (26 000 lbf) de empuje. Para acomodarse al nuevo motor, el fuselaje fue alargado 1,22 m. Nuevas secciones de fuselaje fueron colocadas antes y después de la raíz alar (76 cm al frente del ala y 46 cm detrás). El ala fue reforzada agrandando los flaps, los bordes de ataque y los flaps de maniobra. El estabilizador vertical fue aumentado en 25 cm. Irónicamente, el resultado final parecía más un F-8 Crusader que el A-7 original. 2 A-7D fueron modificados, el primero voló el 29 de noviembre de 1989, rompiendo la barrera del sonido en su segundo vuelo. El segundo prototipo voló el 3 de abril de 1990. El proyecto fue cancelado a favor del F-16 Fighting Falcon.
A-7G
Versión propuesta para Suiza. Ninguno construido.
A-7H
A-7E modificado para Grecia sin capacidad de reaprovisionamiento en vuelo, 60 construidos.
TA-7H
Entrenador biplaza construido para Grecia.
EA-7L
8 TA-7C modificados como agresor electrónico, mediante un VAQ-34, elevado a estándar A-7E en 1984.
TA-7K
Entrenador biplaza construido para la ANG, 30 construidos.
A-7P
A-7A de la Armada reconstruidos para Portugal.
TA-7P
Entrenador biplaza para Portugal.
YA-7E o YA-7H
Prototipos biplaza construidos por Ling-Temco-Vought (LTV) como una iniciativa privada.

## Operadores
Estados Unidos
- Fuerza Aérea de los Estados Unidos, Armada de los Estados Unidos

 Grecia
- Fuerza Aérea Griega

 Portugal
- Fuerza Aérea Portuguesa

 Tailandia
- Armada Real Tailandesa

## Galería

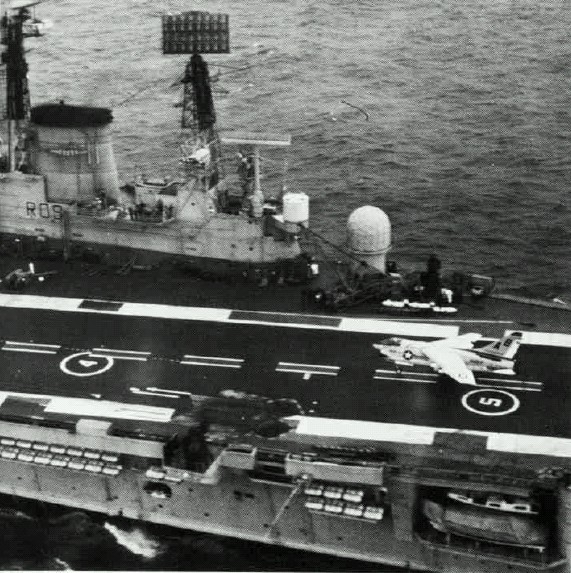
A-7E del VA-46 apontando en el HMS Ark Royal, 1976.
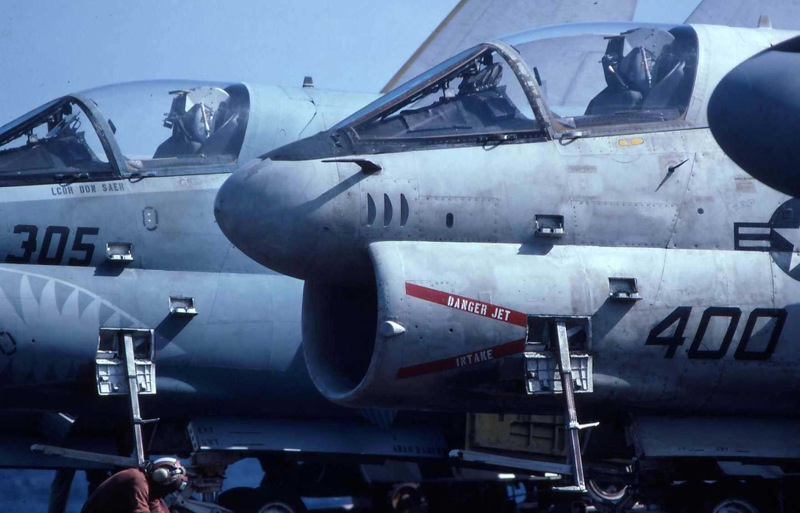
Dos Vought A-7E Corsair II en el portaviones USS Midway (CV-41) el 30 de enero de 1985.
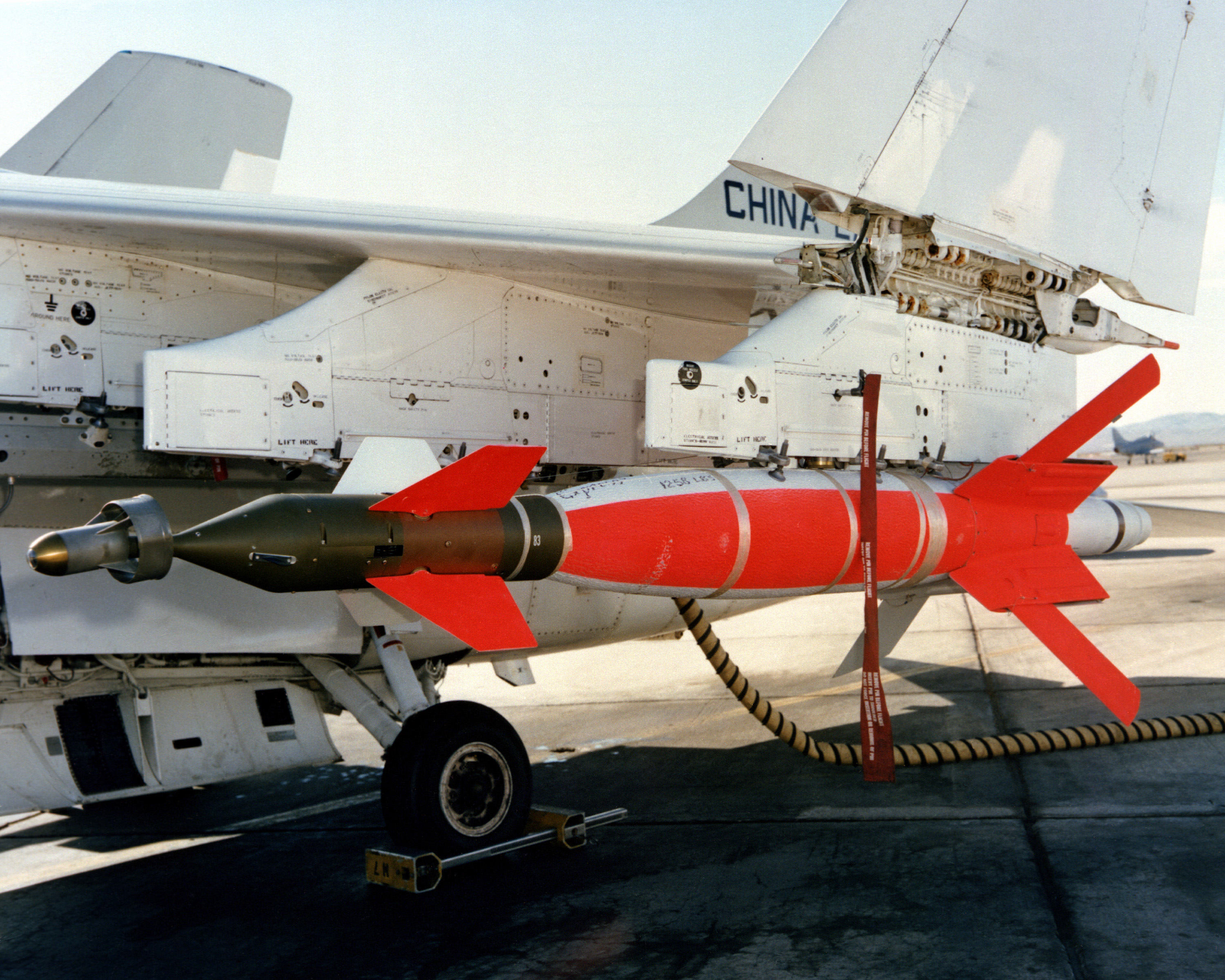
Una bomba guiada AGM-123A Skipper II en el soporte subalar de un Vought A-7 Corsair en el U.S. Naval Weapons Center, China Lake, California (USA), el 1 de mayo de 1985.
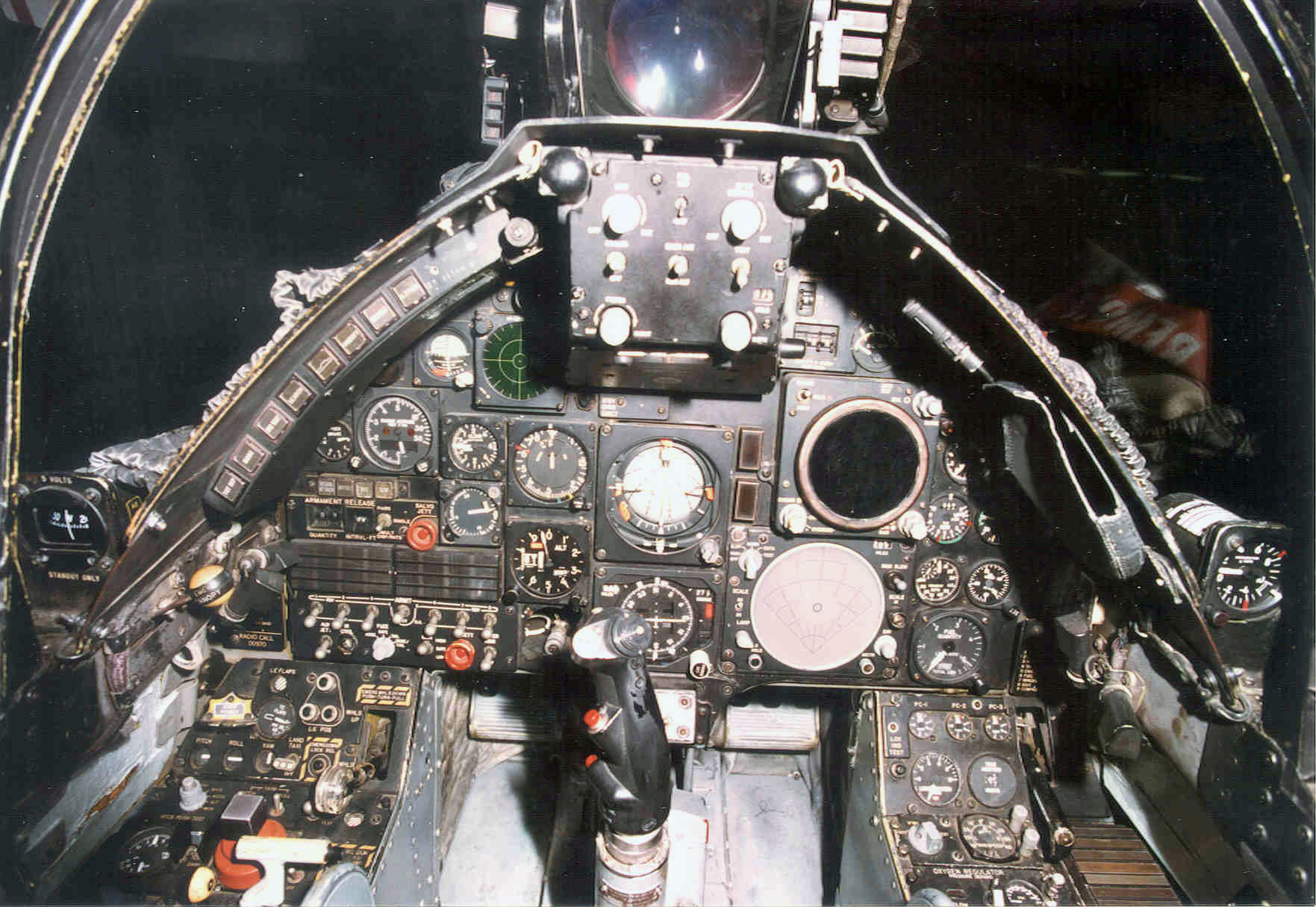
Cabina y tablero de instrumentos de un A-7D.
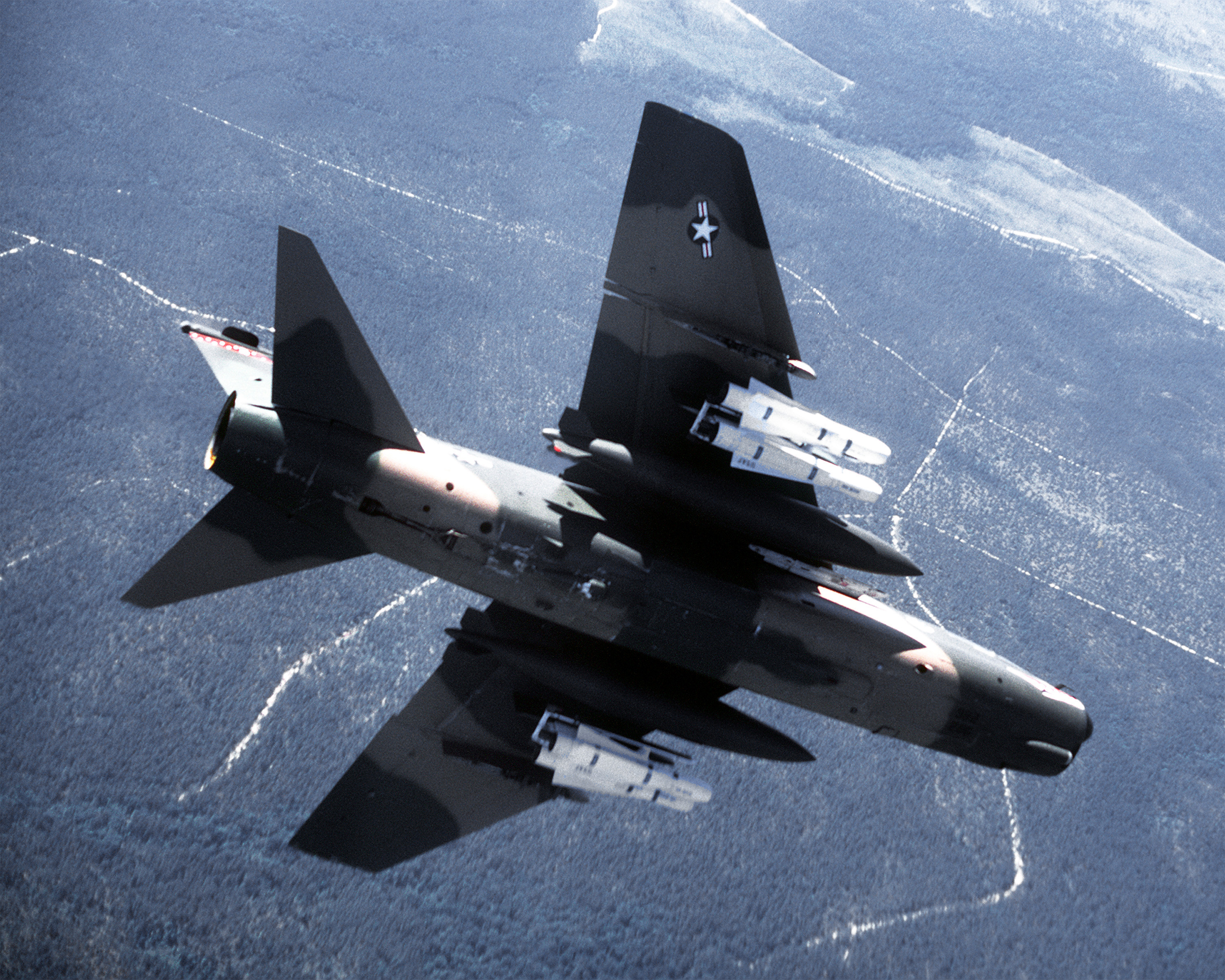
A-7D con misiles AGM-65 Maverick sobre la Base Nellis.

## Especificaciones (A-7D)

### Características generales
- Tripulación: Uno (piloto)
- Longitud: 14,1 m (46,1 ft)
- Envergadura: 11,8 m (38,7 ft)
- Altura: 4,9 m (16,1 ft)
- Superficie alar: 34,8 m² (374,6 ft²)
- Perfil alar: NACA 65A007
- Peso vacío: 8840 kg (19 483,4 lb)
- Peso máximo al despegue: 19 050 kg (41 986,2 lb)
- Planta motriz: 1× turbofán Allison TF41-A-2.
  - Empuje normal: 64,5 kN (6577 kgf; 14 500 lbf) de empuje.

### Rendimiento
- Velocidad máxima operativa (Vno): 1123 km/h (698 MPH; 606 kt) a nivel del mar
- Velocidad crucero (Vc): 698 km/h (434 MPH; 377 kt)
- Alcance en combate: 1127 km
- Alcance en ferry: 4600 km con depósitos externos de combustible
- Techo de vuelo: 12 800 m (41 995 ft)
- Carga alar: 379 kg/m² (77,6 lb/ft²)
- Empuje/peso: 0,50

### Armamento
- Cañones: 

  - 1x cañón rotativo M61 Vulcan de 20 mm, con 1030 proyectiles
- Puntos de anclaje: 6 pilones subalares + 2 pilones bajo el fuselaje (solamente usados para portar misiles Sidewinder) con una capacidad de 6800 kg, para cargar una combinación de:  
  - Bombas: 

    - Mark 82
    - Mark 83
    - Mark 84
    - MK 20 Rockeye II
    - Serie de bombas Paveway
    - 4× Bomba nuclear B28
    - 4× Bomba nuclear B57
    - 4× Bomba nuclear B61

  - Cohetes: 

    - 6× contenedores LAU-10, con 4 cohetes Zuni Mk 32 de 127 mm cada uno
    - 6× Contenedores LAU-3/A con cohetes de 70 mm (2,75”)

  - Misiles: 

    - Misiles aire-aire:
      - 2× AIM-9 Sidewinder AAM

    - Misiles aire-superficie:
      - 2× AGM-45 Shrike(ARM)
      - 2× AGM-65 Maverick
      - 2× AGM-78 Standard ARM
      - 2× AGM-88 HARM
      - 2× AGM-123A Skipper II

  - Otros: Hasta 4 depósitos de combustible externos de 1665 l cada uno

### Aviónica
- Radar Texas Instruments AN/APQ-126
- Contenedor interno de contramedidas ECM

## Aeronaves relacionadas

### Desarrollos relacionados
- Vought F-8 Crusader
- Vought YA-7F

### Aeronaves similares
- Grumman A-6 Intruder
- Blackburn Buccaneer
- Sukhoi Su-17

### Secuencias de designación
- Secuencia A-_ (Aviones de Ataque estadounidenses, 1962-presente): ← A-4 - A-5 - A-6 - A-7/F - A-8 - A-9 - A-10 →